# Echymipera
Echymipera es un género de Marsupiales  de la familia Peramelidae conocidos comúnmente bandicut espinosos, descrito por Leeson en 1842, el género está constituido cinco especies vivientes. Estas especies son:
- Bandicut de labios blancos (E. clara)
- Bandicut espinoso de David (E. davidi)
- Bandicut espinoso de Menzies (E. echinista)
- Bandicut espinoso (E. kalubu)
- Bandicut rojizo (E. rufescens)

## Distribución
Los bandicut espinosos se le ha señalado habitando selva y bosques de Australia, Nueva Guinea e Indonesia